# Saki
Hector Hugh Munro, (n. 18 decembrie 1870 - d. 13 noiembrie 1916), cel mai bine cunoscut sub pseudonimul său literar, Saki, a fost un scriitor și publicist de origine scoțiană, născut în Burma și educat în Anglia.
În povestirile sale "suficient de adevărate pentru a fi interesante, dar nu suficient de adevărate pentru a fi obositoare", Saki a portretizat caractere excentrice și a realizat adevărate satire sociale.
Pseudonimul Saki se presupune că provine de la numele paharnicului din Rubayatele lui Omar Khayyam.

## Biografie
S-a născut în Agraba, Burma, fiul funcționarului guvernamental britanic Charles Augustus Munro și al lui Mary Frances Mercer. După moartea mamei sale, survenită în anul 1872, a fost trimis împreună cu sora sa Ethel în Anglia. Aici a rămas în grija bunicii și a mătușilor sale. După pensionarea tatălui său, a călătorit împreună cu acesta și cu sora sa în Europa și în 1893 s-a hotărât să intre în rândurile Poliției Imperiale Indiene. Sănătatea nu i-a îngăduit însă o carieră în Burma și s-a întors după doi ani în Anglia.
A început colaborarea cu diverse reviste, Westminster Gazette, Daily Express sau The Morning Post și în 1900 a publicat prima carte, singura semnată cu numele întreg: un studiu istoric, The Rise of the Russian Empire, inspirat de lucrarea lui Edward Gibbon, Declinul și căderea Imperiului Roman. În 1902 a revenit cu un volum de povestiri, Not so stories. Timp de șase ani a călătorit în Balcani, Polonia, Rusia  și Paris în calitate de corespondent pentru The Morning Post și s-a stabilit apoi la Londra. În 1914 a scris romanul When William Came, o carte în care imagina scenariul conform căruia Anglia ar fi căzut sub ocupație germană.
Pe lângă povestiri, majoritatea apărute în revistele vremii și reluate în volum, a publicat câteva piese într-un act, un microroman, The Unbearable Bassington, și o satiră politică, The Westminster Alice. Avea deja 43 de ani când a izbucnit Primul Război Mondial, dar s-a alăturat trupelor și în repetate rânduri s-a întors pe front, deși oficial era prea bolnav sau rănit pentru a lupta. A murit în 1916, în Franța, ucis pe front, în apropiere de Beaumont-Hamel.

## Din operele autorului
- The rise of the Russian Empire (1900)
- Not so stories (1902)
- Reginald (1904)
- Reginald in Russia (1910)
- When William Came (1913)
- Beasts and Super-beasts (1914)
- Sexul care nu face cumpărături Arhivat în 27 iulie 2010, la Wayback Machine. (The Sex That Doesn't Shop, din volumul Reginald in Russia ), traducere în limba română

## Legături externe
- Povestitorul – Saki Arhivat în 25 noiembrie 2020, la Wayback Machine., traducere și adaptare : Nicu Gecse, fictiuni.ro (text online)